# Un grand amour

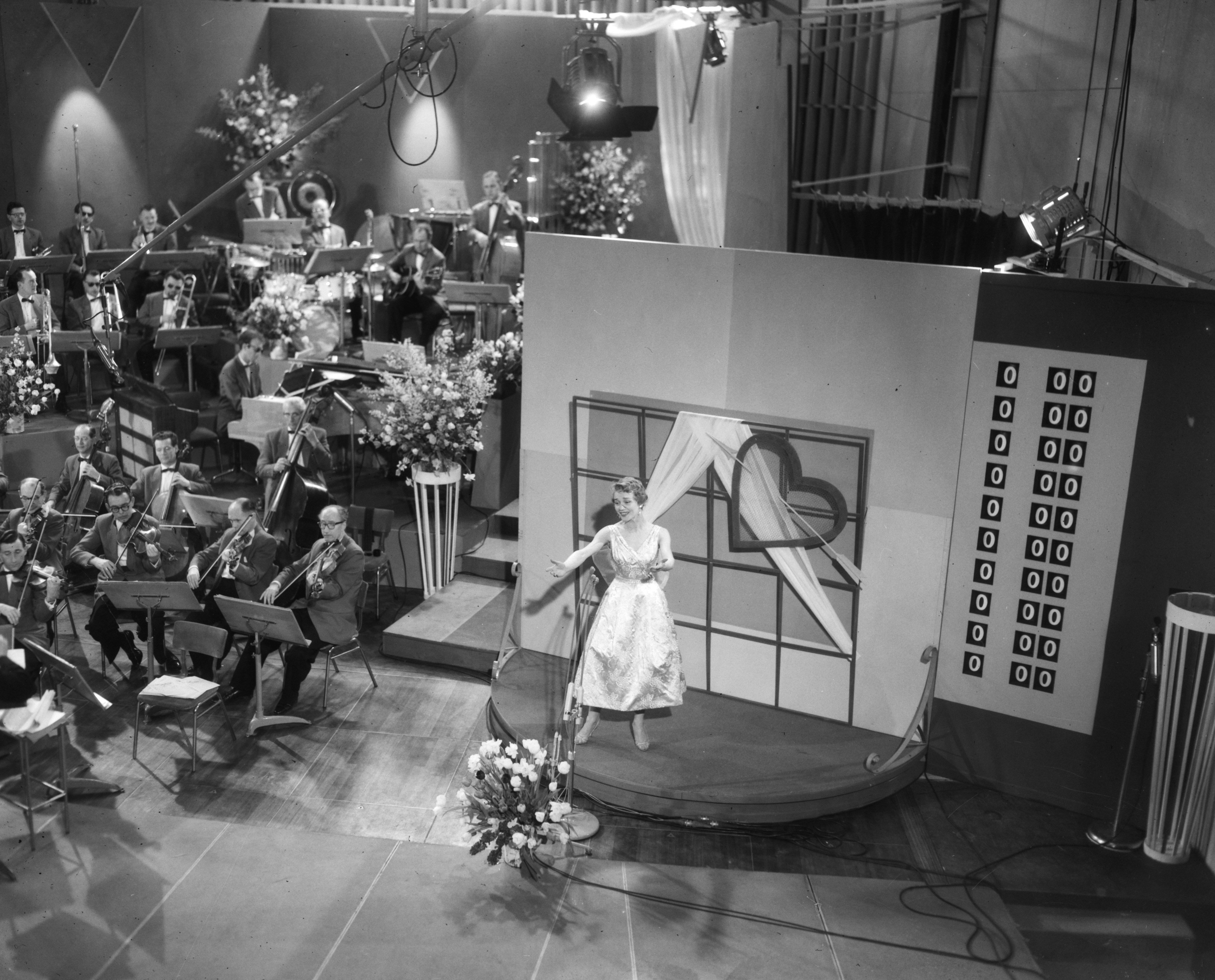
Solange Berry interpretando la canción durante un ensayo del Festival de la Canción de Eurovisión 1958.

«Un grand amour» (en español: «Un gran amor») es una canción compuesta por Michel Eric e interpretada en francés por Solange Berry. Fue elegida para representar a Luxemburgo en el Festival de la Canción de Eurovisión de 1958 tras ser seleccionada internamente por la emisora luxemburguesa Télé-Luxembourg.

## Festival de la Canción de Eurovisión 1958

### Selección
«Un grand amour» fue seleccionada para representar a Luxemburgo en el Festival de la Canción de Eurovisión 1958 por la emisora luxemburguesa Télé-Luxembourg.

### En el festival
La canción participó en el festival celebrado en los estudios AVRO en Hilversum el 12 de marzo de 1958, siendo interpretada por la cantante belga Solange Berry.
Fue interpretada en cuarto lugar, siguiendo a Francia con André Claveau interpretando «Dors, mon amour» y precediendo a Suecia con Alice Babs interpretando «Lilla stjärna». Al final de las votaciones, la canción recibió 1 puntos, obteniendo el noveno puesto de 10 junto a los Países Bajos.